# Leyendas de Bécquer
Las Leyendas son un conjunto de narraciones de carácter posromántico escritas por Gustavo Adolfo Bécquer y publicadas entre 1858 y 1865. Estas narraciones tienen un carácter íntimo que evoca el pasado histórico y se caracterizan por una acción verosímil con una introducción de elementos fantásticos o insólitos. Fueron publicadas en periódicos madrileños de la época como El Contemporáneo o La América.

## Gustavo Adolfo Bécquer

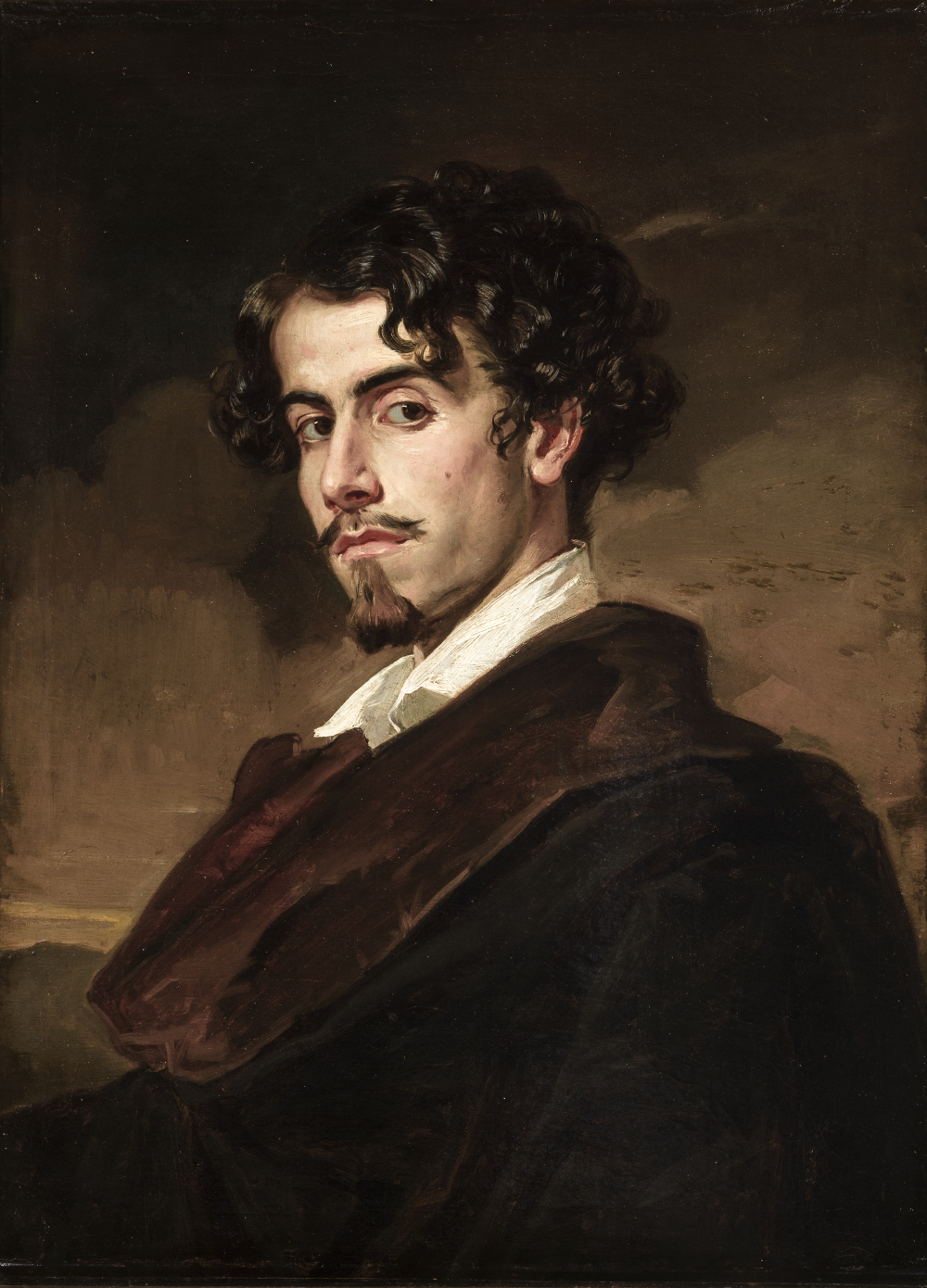
Retrato de Gustavo Adolfo Bécquer, por su hermano Valeriano Bécquer (1862)

Nace en Sevilla el 17 de febrero de 1836 y muere en Madrid el 22 de diciembre de 1870. Es conocido por su poesía y sus narraciones, y es un representante del Romanticismo, con influencias del romanticismo alemán. Como muchos otros artistas, Bécquer fue conocido en vida, pero hasta después de muerto no alcanzó la fama.
Su obra más conocida es Rimas y Leyendas, obra que une las Rimas, escritas a lo largo de su vida, pero que no fueron publicadas hasta después de su muerte, cuando un incendio casi acaba con ellas, y sus amigos deciden publicarlas; y las Leyendas, que al contrario que las Rimas, fueron publicándose durante su vida. En esta obra se recogen todas sus rimas, donde relata su vida, y algunas de las leyendas más conocidas.
Actualmente hay múltiples ediciones de Rimas y Leyendas. La primera edición fue en 1871, con un prólogo de Rodríguez Correa, y contaba con dos volúmenes; a partir de la quinta edición contaría con tres volúmenes.

## Influencias
El Romanticismo es un movimiento artístico que surgió en el siglo XVIII en Alemania e Inglaterra. Más tarde, en el siglo XIX, se expandió por toda Europa como consecuencia de la Revolución francesa y las Guerras napoleónicas y en contra de las transformaciones económicas y sociales surgidas a partir de la Revolución Industrial.
Este movimiento aparece como un cambio necesario en la sensibilidad y el gusto europeo, llegando a oponerse al Clasicismo y Racionalismo, basados en los patrones estéticos y filosóficos de la antigüedad clásica y en la importancia de la razón. Se rompe con el Neoclasicismo, con lo que se produce un enfrentamiento entre la razón neoclásica y la intuición y los sentimientos románticos.
Este movimiento se caracteriza por el amor a la libertad y la naturaleza, la defensa de los sentimientos y la exaltación del individuo y lo subjetivo. Imagen y sensibilidad sustituyen a la razón, por lo que se crea un nuevo gusto hacia lo pintoresco y se busca lo sublime, incluso acercándose a lo grotesco.
El artista se encuentra enamorado de la soledad y del ensueño, con lo que se produce una afirmación de su individualidad, se ve como un genio y aparece ‘’el triunfo del yo’’. No obstante, el individuo romántico se encuentra frustrado, ya que está atraído por un ideal que no puede llegar a alcanzar; esto provocará que intenten calmar la insatisfacción que sienten buscando otra realidad y evadiéndose al pasado de la Edad Media y al exotismo de Oriente. Algunos artistas, incapaces de llevar a cabo esta evasión del mundo, llegaron a la locura, y posteriormente, al suicidio (Mariano José de Larra). El espíritu romántico se caracteriza por el desprecio profesado al materialismo de la burguesía y la vida bohemia.

### El Romanticismo en Alemania
En Alemania, este movimiento surge a comienzos del siglo XVIII, pero después de mediados de siglo es cuando aparece con fuerza de la mano de Johann Wolfgang von Goethe con el movimiento Sturm und Drang (tempestad e ímpetu), que respondía a las sensaciones de rebeldía, juventud, pasión e intuición creativa propias. El Romanticismo alemán se caracteriza principalmente por el rechazo a la razón ilustrada, la reivindicación del genio creador (el ‘’yo’’) que representa su estado de ánimo en sus obras, admiración por la naturaleza y la inmensidad del mundo y la tradición y el folclore nacional. 
A raíz de este movimiento surgen un primer y un segundo Romanticismo. El primero, formado por el grupo de los románticos alemanes (Novalis, Hoffmann y Friedrich Hölderlin).Se caracteriza por las bases históricas y la importancia del pueblo. El segundo, está formado por Grimm Wilhelm y Hoffmann. Se basa en la revolución en el teatro. (Georg Büchner, La muerte de Danton y Woyzeck)

### El Romanticismo en Inglaterra
Inglaterra, junto con Alemania, es la cuna de este movimiento que empezó en el siglo XVIII con Edward Young y Las noches, obra en la cual se observa por primera vez una ambientación nocturna y terrorífica. William Blake actúa como anunciante de este estilo cuando publica Canciones de la inocencia y Canciones de la experiencia, en las que representa la desilusión por la Revolución francesa, denuncia el egoísmo humano, lo perjudicial de las instituciones sociales y el individuo ante el cual el mundo siente indiferencia. 
Este estilo se caracteriza por la belleza de la naturaleza como elemento mediante el que el autor se evade del mundo, las novelas históricas y la novela gótica o de terror.
Sus mayores exponentes son Lord Byron, con su inacabado ‘’Don Juan’’, Shelley y John Keats.

### El Romanticismo en Francia
En Francia, el Romanticismo surge durante la época de la Restauración como reacción contra el Clasicismo y el Racionalismo francés. Este pensamiento comienza en 1750 y fragua en el siglo XVIII, donde se producen numerosas reacciones de los sentimientos contra la razón y contra la literatura nacional, que estaba dominada por el Clasicismo. Pero es en 1815 cuando el «yo» se establece como medida del universo. 
Los románticos franceses son herederos del sensualismo, monárquicos y católicos. Su máximo exponente es Victor Hugo. 

### El Romanticismo en Portugal e Italia
El Romanticismo también tuvo lugar en Portugal e Italia, aunque en menor medida ya que llegó tarde, cuando estaba empezando a aparecer el Realismo. 
En Portugal podemos encontrar a Almeida Garrett, quien tuvo contacto con el Romanticismo inglés y alemán, y fue quien acercó este estilo a Portugal. 
En Italia podemos encontrar como mayor exponente a Giacomo Leopardi.

### Romanticismo en España
En España, aunque tardío y breve, el Romanticismo dejó un gran legado. Se estableció en la segunda mitad del siglo XIX, junto con el Realismo. Podemos observar las primeras manifestaciones en Andalucía y Cataluña.
Surgen dos tipos de Romanticismo, uno tradicional, que defiende los valores tradicionales de la Iglesia y el estado; está representado por Walter Scott (Inglaterra), Chateaubriand (Francia) y José Zorrilla y el Duque de Rivas (España); y otro revolucionario o liberal, caracterizado por la búsqueda y justificación del conocimiento irracional, la dialéctica hegeliana y el historicismo; se representa con Lord Byron (Inglaterra), Victor Hugo (Francia) y José de Espronceda (España). Del Romanticismo tradicional deriva el Costumbrismo, que solo aparece en España y se basa en el seguimiento de los hábitos contemporáneos, pero desde la perspectiva de las clases populares, es decir, mediante un lenguaje purista y castizo. Surgió a partir de un signo de melancolía por los valores y costumbres pasadas. Fue el antecedente de la decadencia del Romanticismo en España.
Aparece en un marco histórico de tensiones políticas entre la clase conservadora y las clases liberales y progresistas (España se encuentra en un estado de aparición del laicismo y las protestas anarquistas, huelgas y atentados por parte de la clase obrera).
Este movimiento se caracteriza en lo artístico por un gran rechazo al neoclasicismo, con lo que se produce una ruptura de la regla aristotélica de las tres unidades y una mezcla entre prosa y verso. Subjetivismo, ya que el autor vierte su alma exaltada e insatisfecha ante un mundo que frena y limita su vuelo. Atracción por lo nocturno y misterioso, que situará los sentimientos dolientes y defraudados del artista en lugares sobrenaturales, pero conocidos por parte del artista.

### Posromanticismo y Personajes
El Romanticismo tardío o Posromanticismo es el período en el que se data la obra de Bécquer, a quien —junto con Rosalía de Castro se le considera como epígono del Romanticismo—. Se sitúa en la segunda mitad del siglo XIX, en la transición entre Romanticismo y Realismo. Se caracteriza por ser más sentimental e intimista que el Romanticismo, dejando así, en segundo plano a lo histórico y legendario. La influencia de la poesía alemana de Heinrich Heine está muy presente, con lo que nos encontramos una poesía personal. Se crean nuevas rimas y formas métricas.
Gustavo Adolfo Bécquer es un autor de lirismo intimista, sencillo y refinado en la forma para que transluzca mejor el sentir profundo de su obra. Está muy influenciado por el Romanticismo alemán de Heine. 
Su obra más importante fue Rimas y leyendas. Las leyendas fueron publicadas en su mayor parte entre 1857 y 1871 en El Contemporáneo y El Museo Uni.
La temática de las leyendas se puede dividir en tres: crimen y castigo, peligros del ideal y el poder de lo sobrenatural, todos caracterizados por la violación de un tabú para satisfacer el deseo propio, que provoca el desencadenamiento de la tragedia.
En el comienzo de cada obra se observa cómo el narrador es un personaje que en ocasiones le explica a otro la historia de la que trata el relato; con lo que se produce un cambio de narrador: en la introducción de la historia es un narrador testigo y más tarde, en el desarrollo de la leyenda, un narrador omnisciente. Así se da cuenta de que en el Romanticismo, el narrador, con frecuencia en primera persona, hace una referencia al autor, que es conocedor de todos los lugares y sensaciones del protagonista de sus obras..
Los personajes están definidos en pocas palabras, aunque en la mayor parte de las ocasiones se trata de hombres valientes y enamorados y mujeres hermosas y perversas. Ambos se caracterizan por el amor a la soledad y dar más importancia a lo espiritual que a lo material, principios del espíritu romántico. El lugar y el tiempo es creado mediante la descripción detallada de lugares, el uso de adjetivos, recursos literarios e introduciendo influencias del folclore europeo como estatuas que cobran vida, espíritus que regresan del más allá y seres fantásticos con apariencias de mujeres bellas, con lo que la influencia del sentimiento nacionalista está muy presente en las obras románticas.
La estructura argumental es común y se divide en una introducción —planteamiento— donde se describen exhaustivamente las situaciones anteriores a la tragedia, el cuerpo central —nudo—, donde se cuenta la historia, que sucede dentro de los personajes y es narrada por un narrador omnisciente y un epílogo -desenlace-, que se sitúa posterior en tiempo, en el que la atmósfera de misterio y terror se resuelve.
Las influencias del Romanticismo, el Costumbrismo y el Postromanticismo consiguen que estas leyendas tomen un tinte más oscuro, provocando así en el lector miedos escondidos que Bécquer intenta despertar.  El fondo de estas historias es claramente característico del Romanticismo: un hombre que vaga por un mundo casi desconocido que lucha por lograr un ideal inalcanzable y cuando está en el punto más cercano a él, desaparece.

## Leyendas
Maese Pérez, el organistaMaese Pérez era un conocido organista de la iglesia de Santa Inés, en Sevilla. Tocaba cada día durante la misa, pero el día de Nochebuena, durante la misa de Gallo, el maese no aparecía. Tanto tardó que un enemigo suyo quiso ocupar su puesto; en ese momento apareció el maese enfermo en un sillón alegando que puesto que sentía que no le quedaba mucho, le gustaría tocar el órgano. La misa transcurrió normalmente y el órgano sonó como siempre, pero poco a poco se fue apagando hasta que se quedó en silencio, cuando se acercaron había muerto sobre el órgano. Al año siguiente fue tocado por un buen organista, no hubo ningún incidente pero al terminar la misa juró no volver a tocarlo. Llamaron a la hija del maese para que tocara el órgano, ella, con miedo, no quería pues había visto sombras, pero hasta el momento de la consagración cuando la hija pegó un grito y afirmaba que era su padre quien estaba tocando el órgano, le comenzaron a creer, ya que el órgano estaba sonando solo.
Los ojos verdesEsta leyenda publicada el 15 de diciembre de 1861, en El Contemporáneo, gira en torno a las historias sobre los espíritus femeninos demoníacos que habitaban en el Moncayo. Cuenta la historia de Fernando, un noble que, yendo de cacería, acierta a un ciervo que justo se cuela en una parte del bosque que se comentaba que estaba maldita, la Fuente de los Álamos. Él termina entrando a buscar al animal y en el reflejo del agua alcanzó a ver unos ojos verdes que provocaron que perdiera la razón. Desde ese momento, salía todos los días de caza esperando encontrarse con la dueña de esos ojos. Su sirviente Íñigo, intrigado por su comportamiento, le pidió que le explicara qué pasaba. Cuando se lo hubo contado, Íñigo le advirtió que se trataba del demonio que guardaba ese lugar. Ignorándole, Fernando volvió a la fuente y se encontró con la mujer de los ojos verdes. Allí le confesó su amor y esta le respondió que podrían estar juntos, mientras se iba adentrando más en la fuente. Fernando intentó seguirla, se cayó dentro y se hundió en el agua.
La ajorca de oroCuenta cómo Pedro, un joven enamorado, termina robando la ajorca de oro que se encontraba en manos de la Virgen en la Catedral de Toledo, pues su novia había estado muy disgustada porque no podía tenerla. A pesar de haberse negado en un principio, Pedro accedió, y aunque cerró los ojos para no ver lo que hacía, cuando por fin los abrió, las diferentes figuras a su alrededor se acercaban hacia él; tal fue el impacto que se desmayó. Cuando lo encontraron tirado con la ajorca entre las manos él solo supo decir que la ajorca era de la Virgen. Se había vuelto loco tras cometer un delito por amor.
El Cristo de la calaveraEsta leyenda nos transporta a la época de la Reconquista. En Toledo, el rey de Castilla manda celebrar un gran festín en honor a los caballeros que marchan a luchar contra los moros. A esa fiesta asisten doña Inés de Tordesillas, una dama muy hermosa, y dos de sus enamorados, Alonso de Carrillo y Lope Sandoval. Estos aprovechan que a la dama se le cae un guante para acercarse a ella, y cada uno termina cogiéndolo por un extremo. Ahí empieza su enfrentamiento, que se resuelve gracias al rey, que al ver la situación decide ser él quien le entregue el guante. Esa noche los dos caballeros quedan para batirse en duelo, y al andar por las calles desiertas de Toledo en busca de un lugar apropiado encuentran un cobertizo con un Cristo y una calavera iluminados por una luz. Al disponerse a comenzar el duelo, la luz se apaga, para volverse a encender cuando abaten las espadas, y apagarse nuevamente cuando las levantan, hasta que los dos caballeros deciden que su querella va en contra de la voluntad del Señor. Reconciliados y al volver a palacio como dos camaradas, vislumbran a un hombre descolgándose furtivamente del balcón de doña Inés, y a esta inclinándose sobre el antepecho para despedirlo tiernamente. Alonso y Lope no pueden resistir soltar una sonora carcajada desde las sombras que hace huir al amante de doña Inés. Al día siguiente, al despedir a los caballeros que marchan a la guerra junto al resto de la población de Toledo, Inés se da cuenta de que sus amoríos han sido descubiertos al ver las burlonas miradas que todos, y especialmente Alonso y Lope, le dirigen.
La Rosa de pasiónCuenta la historia de amor entre Sara, una judía hermosa del cahal de Toledo y un joven cristiano. Habla de cómo el padre de Sara, Daniel Leví se entera de que su hija está enamorada de un cristiano, lo que hace que la comunidad judía comience a conspirar, pues los cristianos son los enemigos. El padre, que es rencoroso y vengativo, reúne al día siguiente a todos los judíos en una iglesia abandonada, donde preparan una cruz. Sara se entera y acude allí, donde enfadada al ver lo que pretende su padre le dice que tiene un nuevo padre, porque ahora es cristiana. Esto provoca que el padre más disgustado que nunca la amarre a la cruz y se la deje al resto de los judíos para que hagan con ella lo que quieran, pues ya no la considera su hija, se ha convertido en el enemigo. Se cuenta que un día un arzobispo se hizo con una flor hermosa jamás vista, esta flor había sido recogida de los muros de la iglesia, decidieron cavar y encontraron los huesos de una mujer muerta. Esta flor fue conservada y hoy es bastante común, es conocida como la Rosa de la Pasión.
El monte de las ánimasEn Soria ha llegado el día de Todos los Santos y se cuenta una leyenda que tiene lugar en el llamado Monte de las Ánimas. Entre los Templarios, guerreros religiosos y los nobles de Castilla que contribuyeron a reconquistar la ciudad a los árabes, sucedió un conflicto de intereses, pues los primeros tenían acotado el monte donde reservaban caza, y los otros realizaron una batida en el coto. Por lo tanto surgió una batalla entre ambos en aquel monte, que pronto se cubrió de cadáveres. Desde entonces se dice que la noche de los difuntos la campana de la capilla suena sola y los espíritus de aquellos muertos despiertan y luchan en una pelea fantástica. Beatriz y Alonso mantenían una conversación hasta que la joven echó en falta una banda azul que iba a regalar a su primo Alonso. Esta cayó en la cuenta de que la había olvidado en el Monte de las Animas y su primo, en un intento de mostrar su valentía, a pesar del profundo miedo que le daba acudir a aquel monte en una fecha tan especial, se puso en marcha a la búsqueda de la banda. Aquella noche, mientras Alonso partía hacía allí, Beatriz rezaba por su primo y hasta que no amaneció pasó una noche llena de terrores y pensamientos horribles. Despertó y la banda azul se encontraba en su lecho, ensangrentada. Alonso había sido devorado por los lobos y esta murió asustada al ver la banda. Un cazador que pasó una noche en el monte asegura que vio a los espíritus de los Templarios y nobles sorianos rondando por allí persiguiendo a una joven que daba vueltas alrededor de la tumba de Alonso.
El besoEsta leyenda toledana se publicó el 27 de agosto de 1863, en La América. En ella, Bécquer nos relata la llegada de los soldados franceses durante la guerra de la Independencia. Al no encontrar alojamiento, un grupo de soldados debe pasar la noche en un convento desvencijado. Al día siguiente, el capitán de este grupo se reúne con sus amigos y declara no haber dormido casi nada por haber estado con una mujer. Al contarle a estos que esa mujer es de mármol, sus compañeros empiezan a burlarse de él, a lo que responde invitándoles esa noche a ir al convento a beber y a verla. Cuando ya estaban allí festejando con champán, el capitán habló de las inscripciones en las estatuas, afirmando que se trataban de un marido y su mujer. Tras esto, escupió a la figura masculina diciéndole que le daba de beber, e intentó besar a la mujer. Pero, antes de que llegara a tocarla, cayó ensangrentado y muerto al suelo, supuestamente herido por el guante de mármol de la estatua del hombre.
El MiserereCuenta cómo un músico quiere enmendar sus errores del pasado y para ello decide crear el himno del dolor del Rey Profeta, por lo que va buscando distintos misereres y escuchándolos. Cuando cree que ha escuchado todo, llega a una abadía donde le cuentan la historia de un monasterio en el que ocurrió un saqueo donde murieron todos los monjes mientras cantaban el Miserere. Y todos los años la misma noche en la que ocurrió, las ruinas del monasterio se iluminan y se escucha un canto lúgubre, el canto de los monjes muertos. El músico decide ir a comprobarlo, y la noche en la que supuestamente ocurriría, acude a las ruinas; allí se encuentra con que el monasterio se ha iluminado y los monjes han comenzado a aparecer para cantar el Miserere, hasta que al final se les unen los arcángeles. Justo al finalizar el canto, el músico se desmayó. Al día siguiente vuelve a la abadía con la noticia de que ha encontrado lo que buscaba y les pide alojamiento durante el tiempo que tarde en transcribirlo. Fue capaz de escribir casi todo el Miserere, pero cuando llegó al final se trabó, era incapaz de continuar, lo que hizo que se volviera loco y muriese. A día de hoy los frailes todavía conservan ese miserere inacabado. Se ambienta en el Monasterio de Santa María la Real (Fitero).
El caudillo de las manos rojasCuenta la historia de Pulo, un "caudillo" indio enamorado de la mujer de su hermano Tippot-Dheli (rey de Odisha). Una noche Pulo y Siannah son descubiertos por su esposo y Pulo mata a su hermano, convirtiéndose en rey y a la vez cayendo sobre él la maldición de los amantes. Por más que intenta hacer Pulo para librarse de la maldición no lo consigue, por lo que pide ayuda a un sacerdote que le dice que será libre cuando suba por las orillas del Ganges y llegue al Tíbet, donde se lavará las manos manchadas de sangre en un manantial; durante todo el rato llevará consigo a Siannah y no podrán conocerse. Casi al final del camino, Siannah desaparece misteriosamente y Pulo tiene que luchar contra la muerte (Schimen), y es salvado gracias a Vichenú (antagonista de Schimen), quien le encomienda otra tarea, la cual una vez cumplida será liberado y Siannah volverá. La impaciencia de Pulo hace que no sea posible cumplir la tarea encomendada por Vichenú, y decide suicidarse, es en ese momento cuando vuelve Siannah, quien será la primera viuda india que se arrojó al fuego con el cadáver de su esposo.
La cruz del diabloPublicada en el semanario La Crónica de Ambos Mundos, el 21 y 28 de octubre y el 11 de noviembre de 1860. Trata de un grupo de excursionistas que llegan al pueblo de Bellver de Cerdaña, donde observan una extraña cruz compuesta de hierro y piedra; uno de ellos le pregunta sobre su procedencia al guía y este, una noche le cuenta la historia: en el medievo, existía un señor feudal que sembró el pánico en el pueblo. Tras luchar en las cruzadas, volvió y siguió haciendo el mal hasta que murió. Años más tarde, ocuparon su castillo un grupo de bandidos, los cuales tomaron la armadura de este señor feudal, el señor del Segre, e hicieron un pacto con el diablo por el cual, tendrían más poder. Tras morir los bandidos, el diablo ocupó la armadura y sembró el horror entre los ciudadanos de Bellver hasta que, con la ayuda del eremita, despojaron al diablo de la armadura, y junto con algunos sillares del castillo el Señor del Segre construyeron esa cruz, la cruz del diablo. La historia no fue inventada por su autor, sino tomada de una leyenda medieval.
Creed en DiosCuenta la leyenda que en el señorío de Fortcastell habitó un barón, Teobaldo de Montagut. Nacido a raíz de un sueño que su madre, la condesa de Montagut tuvo, acerca de que en su interior estaba engendrando una serpiente monstruosa. Al nacer, la condesa murió; y su padre pereció años más tarde en la guerra. Teobaldo fue un noble vil y sin piedad que arrasó todas las tierras de su señorío, hasta que un día, tal era su obsesión por cazar una res que exhausto y muerto su corcel, un paje le ofreció otro que le llevó a lugares fantásticos, incluso a pasajes en los que habitaban ángeles e infelices. Sintió despertar de este sueño, y preso del agotamiento regresó a su castillo, encontrándolo en ruinas. Preguntó a los aldeanos, y todos le respondieron que Teobaldo de Montagut había muerto y raptado a manos del diablo.
El rayo de lunaNarra la historia de Manrique, un noble caballero de Soria, amante de la soledad y la poesía. Los caballeros de su corte pensaban que estaba loco, pues pasaba la mayor parte del tiempo observando embelesado la naturaleza y hablando solo. Una noche en la que se encontraba en el bosque, observó un espectro, que más tarde dedujo que era una bella dama. Pasó dos meses recorriendo todas las calles de Soria en busca de su amada, pero jamás la encontró; hasta que, una noche, en el mismo lugar en el que la encontró, volvió a verla, pero se quedó atónito cuando se dio cuenta de que su amada no era más que un rayo de luna.
El gnomoPublicada el 12 de enero de 1863 en La América, cuenta la historia de unas muchachas que vienen de coger agua de la fuente cuando se encuentran con el tío Gregorio, el más anciano del lugar. Estas le piden que les cuente un cuento, y él les habla de un hombre que desapareció al introducirse en alguna de las guaridas de los gnomos. Dice que estos viven en cuevas cercanas a los ríos y que allí tienen acumulado un gran tesoro, ya que se dedican a robar todo lo que pueden. Ninguna de las chicas se cree las historias, excepto dos hermanas huérfanas, Marta y Magdalena, que ven ese tesoro como una manera de resolver sus problemas. Ambas son muy diferentes, pero acuerdan ir esa noche en busca del tesoro. Allí se separan, y mientras lo buscan, las fuerzas de la naturaleza empiezan a cobrar vida. Marta habla con el río, que le cuenta que ha visto el tesoro dentro de las montañas, prometiéndole riquezas. Magdalena habla con el viento, que no sabe nada del tesoro, pidiéndole que se marche de ese lugar, que él cuidará de ella. Magdalena termina llegando al pueblo, pero de Marta no se volvió a saber.
La cueva de la moraEn esta leyenda, Bécquer nos transporta a la época de la Reconquista, contándonos la historia de un caballero cristiano que es apresado en una batalla y retenido en las mazmorras de un castillo en las peores condiciones. Mientras está preso, se enamora de la hija del alcaide del castillo. Cuando es rescatado, decide volver al castillo a por ella, y vuelve a entrar en batalla. Los moros terminan tirándolo de un muro, y yacía moribundo cuando la mora fue a salvarle. Consiguió arrastrarlo hasta el patio de armas, y después lo escondió en una cueva. Fue a buscar agua para él al río, pero los moros la confundieron con uno de los cristianos y le dispararon. Desde entonces, se decía que sus almas vagaban por esa cueva.
La promesaMargarita lloraba, pues Pedro, su amante, se marchaba a luchar a Sevilla a favor del conde de Gómara. Le preocupaba que su amante jamás regresara de la batalla. El conde de Gómara mientras se encontraba en su tienda hablaba con su escudero sobre un hecho sobrenatural que le sucedió hace tiempo. En una pelea estuvo a punto de morir pero apareció una mano misteriosa de la nada y le salvó la vida y así este no cayó al vacío. Desde entonces su mayor obsesión es aquella mano que según él le acompaña en todos los actos. Apareció un juglar recitando cantigas por una de las tiendas de campaña y el conde se detuvo a escucharla, pues el tema le interesaba. Tras escucharlo se dio cuenta de que Margarita había sido asesinada por su propio hermano, y que en su entierro la mano de la joven sobresalía de la tumba y en ella se encontraba el anillo que el conde había colocado. El conde llegó hasta Gómara para casarse con el cadáver de Margarita y así su mano por fin se hundió.
La corza blancaPublicada el 27 de junio de 1863, en el diario La América. Se ambienta en el Moncayo y narra la historia de Dionis, un caballero retirado que va de caza con su hija Constanza y sus monteros cuando tropieza con un joven pastor que le cuenta la historia de unas corzas que se burlaron de él. Garcés, uno de los monteros de Dionis y enamorado de su hija, decide que va a cazar para ella a la corza más bonita, una de pelaje blanco. Ella se ríe de sus intenciones, pero a pesar de eso, Garcés pasa la noche en el bosque, y ve cómo un grupo de corzas se convierten en mujeres, una de ellas, Constanza. Cuando sale a su encuentro, todas vuelven a convertirse en corzas, y convencido de que ha sido un sueño, va a la caza de la blanca. Cuando consigue atraparla, le parece escuchar la voz de Constanza preguntándole qué hace.  Esta consigue huir y Garcés termina hiriéndola mortalmente. Ahí es cuando la cierva se transforma en Constanza.
La creaciónEl dios Brahma se sentía solo y cansado de verse siempre a sí mismo, por lo que fecundó a Maya, la creadora que lo envolvía. De ella brotaron miles de puntos de luz, los gandharvas, pequeños chiquillos. Brahma practicaba la alquimia en su laboratorio y los pequeños acudían a observar en secreto a su padre. Estos, asombrados por lo que el padre creaba, volvieron en una ocasión en la que Brahma no se encontraba allí, y aprovechando que el laboratorio estaba abierto entraron. Allí mezclaron y confundieron todos los elementos hasta que crearon un mundo deforme, oscuro, con polos, montañas, etc., es decir, el planeta Tierra. El dios les descubrió y se preparó para destruir aquella creación, comenzando con el Diluvio Universal, pero finalmente cedió y les otorgó su creación horrorosa puesto que sabía que en manos de unos niños no duraría mucho.
¡Es raro!Andrés, huérfano al nacer, era un joven que ansiosamente buscaba algún elemento en el que verter todo su amor. Con el paso del tiempo, fue trabajando y enriqueciéndose. Un día se encontró un cachorro, al cual acogió y crio como si de un hijo se tratase. Pero seguía sintiéndose vacío. Tiempo después se decidió a ir a una corrida de toros. Al llegar a la plaza se decidió a visitar a los caballos de los picadores, una vez allí, no pudo evitar comprarse uno. El perro y el caballo se hicieron íntimos compañeros, Andrés se sentía el hombre más feliz del mundo, pero, aún se sentía vacío, necesitaba el amor de una mujer. Pasó el tiempo y comenzó a hacerse rico. Un día en el bosque, observó a una muchacha, habló con ella, y meses después pactó la boda con su madre. Ahora sí, con la mujer, el caballo y el perro, se sentía totalmente completo; pero esta felicidad no le duraría demasiado. Un día, comenzó a escuchar ruidos extraños en su casa, pensó que eran ladrones y se acercó a la aldea en busca de ayuda. Volvió a casa, y se encontró al perro muerto y a su mujer y el caballo desaparecidos. Tras horas y horas corriendo en busca de ellos, le dijeron que se había fugado el ladrón y la mujer, dejando atrás al caballo exhausto. Todo esto hizo que Andrés muriera de pena.
El aderezo de las esmeraldasBécquer nos narra una historia que le contó un amigo suyo. Una noche que se encontraba caminando sin rumbo, paró delante de una tienda de joyas, pensando a quién de sus amigas le regalaría qué. De repente exclamó una voz: «¡Qué hermosas esmeraldas!». El hombre se decidió a comprarle esas esmeraldas, pero primero tenía que conseguir el dinero; para conseguirlo, escribió un libro, del cual no sacó más que 3000 reales, con lo que aún le faltaba dinero. Decidió usar lo conseguido con la venta del libro para apostar y así conseguir lo que le restaba. Una vez conseguido el dinero, y comprado el aderezo, pactó con una de las doncellas de la dama para que colocase la joya sin que esta se diera cuenta. De repente, una noche, en uno de los más importantes bailes de la ciudad observó a la dama con su joya, tal fue su alegría, que esa noche soñó con la mujer. Días después se encontraba en un círculo de jóvenes en el cual estaban hablando de lo extraño del caso del aderezo y la dama, cuando uno de ellos comenzó a injuriar acerca de la mujer. Esto provocó una pelea entre ambos, que provocó que el protagonista quedase en cama enfermo y con fiebre. Fue en ese momento cuando se abrieron las cortinas, y apareció la dama. En el momento final de la historia, el amigo le comenta a Bécquer que no es más que una farsa que se acaba de inventar.
La venta de los gatosEn esta leyenda es Bécquer el mismo narrador. Cuenta que un día paseando por el barrio de San Jerónimo de Sevilla se encontró con una venta en la cual había gran multitud y alegría. Se decidió a parar en dicho lugar y mientras se tomaba algo, observó a una chica, que era la cantante en un coro femenino y la retrató. Al terminar, se disponía a abandonar la venta, cuando un joven, el responsable del coro masculino se le acercó y rogándole que le regalase el retrato de su amada, le mostró todos sus sentimientos. Después de esto, el autor abandonó Sevilla, a la cual volvió 10 años después.Al volver allí, y una vez habiendo paseado por toda la ciudad, retornó al barrio de San Jerónimo, en busca de tan alegre venta. Una vez allí, se dispuso a tomar algo en el mismo lugar en que 10 años atrás había estado, pero todo había cambiado. El ventero comenzó a contarle todo lo sucedido allí: La chica a la que había retratado, Amparo, se prometió con el chico de la guitarra. Estaban a punto de casarse, cuando un día, se acercaron a tal lugar unas personas pidiendo información sobre Amparo. Esta había sido arrancada de los brazos de su padre, un poderoso hombre, y este quería recuperarla. Consiguieron lo que querían, se llevaron a Amparo. Esta tras mucho tiempo, murió de pena, y al pasar la comitiva por delante de la venta, el chico con el que se había prometido salió, les acompañó hasta el cementerio y se volvió loco.
Otras leyendas
- El rey Alberto
- La vuelta del combate
- Las hojas secas
- Memorias de un pavo
- La mujer de piedra (inacabada)
- Amores prohibidos
- Tres fechas
- La arquitectura árabe de Toledo

## Rimas y Leyendas
Bécquer publicó las leyendas en formato folletín o novela por entregas, en un margen de seis años, de 1858 a 1864, en varios periódicos madrileños de la época, como El Contemporáneo, en el que ejerció como redactor, o la Crónica de Ambos Mundos y La América. Ese tipo de difusión condicionó en gran manera la temática y el momento de publicación de cada una. El Monte de las Ánimas se publicó poco antes del día de Todos los Santos, Maese Pérez, el organista, en Navidad, y El miserere, en Semana Santa. Además, la publicación de algunos de ellos en varias entregas, como Rayo de Luna, hizo que su estructura variara un poco para mantener la intriga durante todo el relato.
Tras su muerte, sus amigos las publicaron junto con sus Rimas. La obra se editó en dos volúmenes con el título de Obras, en 1871, para ayudar a la viuda y sus hijos económicamente. En sucesivas ediciones se iría ampliando la selección, que a partir de la quinta la obra ya constará de tres volúmenes.

## Repercusiones en el arte

### El Romanticismo
El poeta Gustavo Adolfo Bécquer perteneció a la corriente literaria del Romanticismo, una corriente cultural y artística originada en Francia y Reino Unido a principios del siglo XIX. Surge como una transformación de un estilo anterior, el Neoclasicismo. 
Los términos romanticismo y romántico se usan a menudo para expresar una determinada actitud sentimental, generosa e idealista, y se aplica a la descripción de hechos y situaciones de todas las épocas. 
El Romanticismo no surge tan solo como un estilo artístico, sino también como una actitud vital que afecta tanto al arte, la literatura y la música como la propia manera de vivir. Las raíces ideológicas del movimiento romántico se hunden en los grandes pensadores del siglo XVIII, especialmente en Rousseau y en la filosofía alemana vinculada al nacimiento del nacionalismo. 

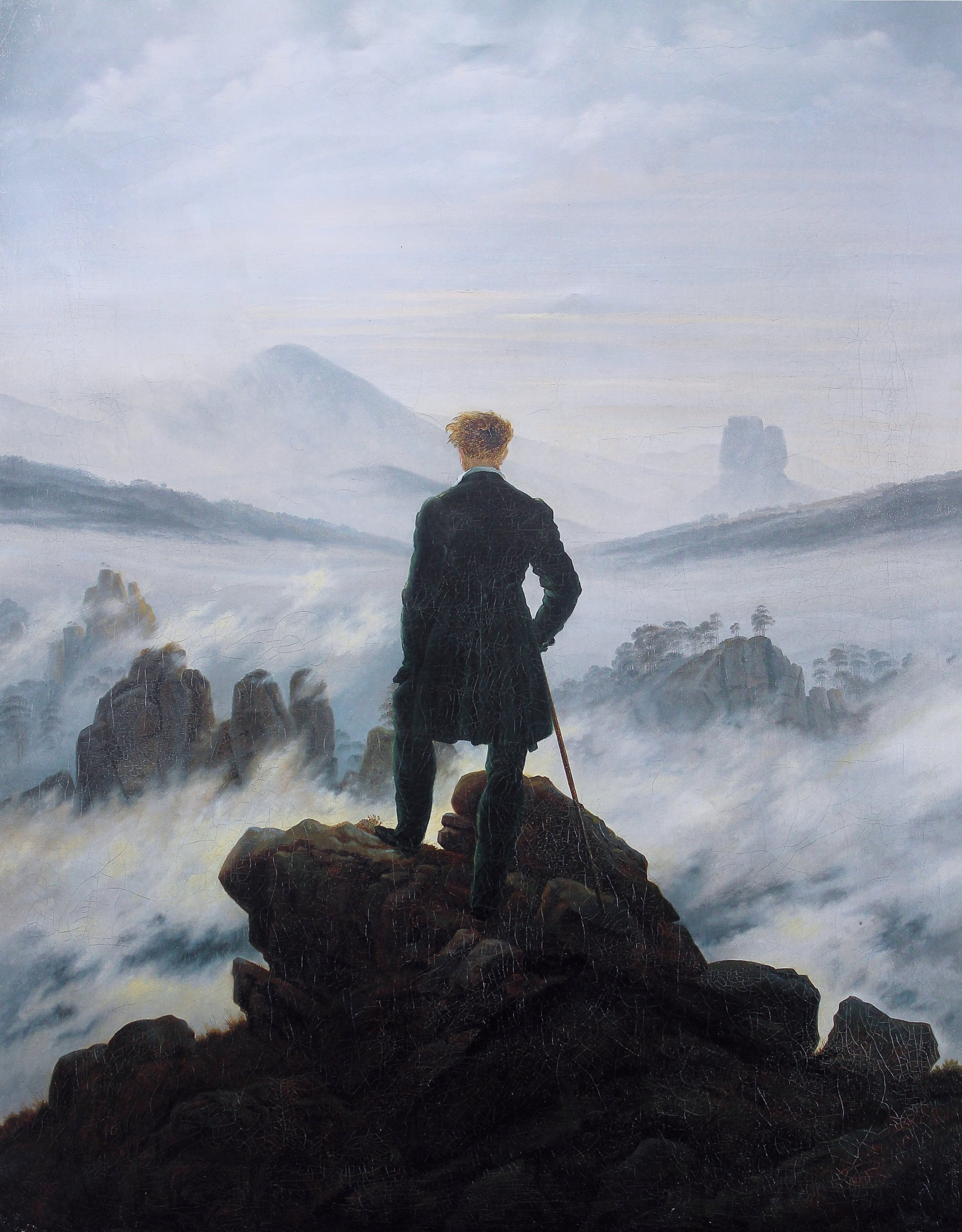
El caminante sobre el mar de niebla de Caspar David Friedrich

El Romanticismo en la pintura se basó en varias ocasiones en la literatura. Encontramos diversos ejemplos de la influencia de la literatura romántica en la pintura. Uno de ellos es el verso de Goethe “En todas las cumbres está la paz” que sirve de inspiración para la pintura de Caspar David Friedrich, El caminante sobre el mar de niebla. Otra muestra de ello es La muerte de Sardanápalo, una traducción pictórica de un poema de lord Byron.
Otros pintores románticos transportaron obras literarias al lienzo. Dante y Virgilio, con sus escritos sobre el infierno, inspiraron a William Blake para su cuadro Las puertas del infierno. 

### La obra de Bécquer y sus repercusiones posteriores
La literatura romántica sirvió de inspiración para muchos pintores. Para comenzar debemos señalar el retrato a Gustavo Adolfo Bécquer, realizado por su hermano Valeriano Domínguez Bécquer. Se encuentra en el Museo de Bellas Artes de Sevilla. 
Algunas de las leyendas de Bécquer han sido transportadas a la pintura. Una de las más retratada es El Monte de las Animas. Incluso el propio autor también pintó esta leyenda. 
Respecto al ámbito del cine, el director español John Gilling realizó la película La cruz del diablo. Este film de 1975, Se basa en tres leyendas de Gustavo Adolfo Bécquer: El monte de las ánimas, La cruz del diablo y El miserere. La sinopsis se basa en un novelista inglés que sufre una pesadilla recurrente. Cuando decide viajar a España para visitar a su hermana, descubre que ha sido asesinada. Al no convencerle las explicaciones policiales, decide investigar por su cuenta, lo que le lleva a un misterioso lugar del que se cuentan muchas leyendas: La Cruz del Diablo. En 1982, el director Jesús Franco se inspiró en dos cuentos de Bécquer para escribir el guion de La mansión de los muertos vivientes, una película de terror lanzada en 1983 y protagonizada por Lina Romay y Mabel Escaño.
Las leyendas de Bécquer también han sido llevadas al teatro por la Compañía Lírica Dolores Marco. El 7 de mayo de 2013 tuvo lugar el estreno en el Teatro Nuevo Alcalá de Madrid (España) sobre las representaciones de sus textos, entre ellos, La Rosa de Pasión y La Venta de los Gatos.
En 2016, el productor de cine Pedro Alonso Pablos realizó una miniserie animada sobre las Leyendas de Bécquer, incluyendo tres de ellas: El monte de las ánimas, Los ojos verdes y La promesa.